# (1708) Pólit
(1708) Pólit es un asteroide perteneciente al cinturón de asteroides descubierto por José Comas y Solá el 1 de diciembre de 1929 desde el observatorio Fabra de Barcelona, España.

## Designación y nombre
Pólit recibió al principio la designación de 1929 XA.
Posteriormente se nombró en honor del astrónomo español Isidre Pólit (1880-1958), segundo director del observatorio Fabra.

## Características orbitales
Pólit está situado a una distancia media del Sol de 2,914 ua, pudiendo acercarse hasta 2,02 ua y alejarse hasta 3,808 ua. Su excentricidad es 0,3068 y la inclinación orbital 6,039°. Emplea en completar una órbita alrededor del Sol 1817 días.